# مینولتا
مینولتا یک شرکت ژاپنی بود که در زمینهٔ ساخت و تولید دوربین عکاسی، دورنگار، دستگاه‌های فتوکپی، چاپگر لیزری و تجهیزات آن‌ها فعالیت می‌کرد. مینولتا در سال ۱۹۲۸ میلادی با نام Nichi-Doku Shashinki Shōten (日独写真機商店, به‌معنای فروشگاه دوربین آلمانی-ژاپنی) در اوساکا پایه‌گذاری شد.
دلیل عمدهٔ شهرت مینولتا، ساخت دوربین‌های فوکوس خودکار ۳۵ میلی‌متری است. در سال ۲۰۰۳ میلادی، مینولتا در شرکت کونیکا ادغام شد و کمپانی کونیکا مینولتا را تشکیل دادند.
در ۱۹ ژانویهٔ ۲۰۰۶ میلادی، کونیکا مینولتا اعلام کرد که از بازار دوربین‌های عکاسی خارج می‌شود. و بخش دوربین تک‌لنزی بازتابی خود را به سونی واگذار می‌کند.

## نگارخانه

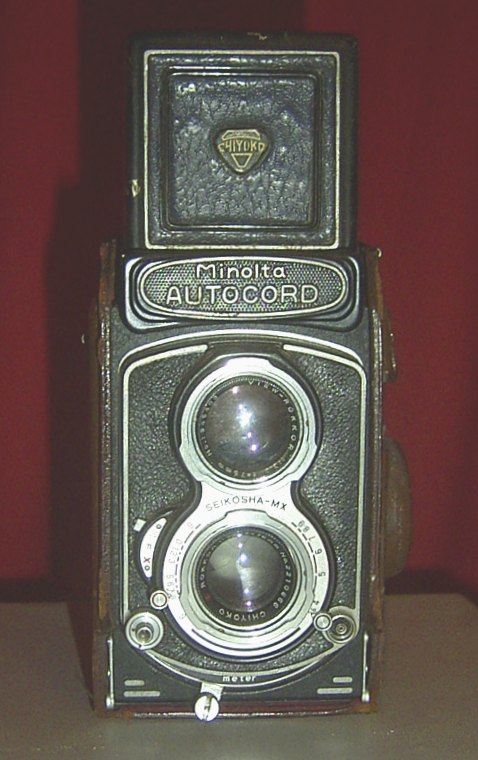
مینولتا اتوکورد TLR
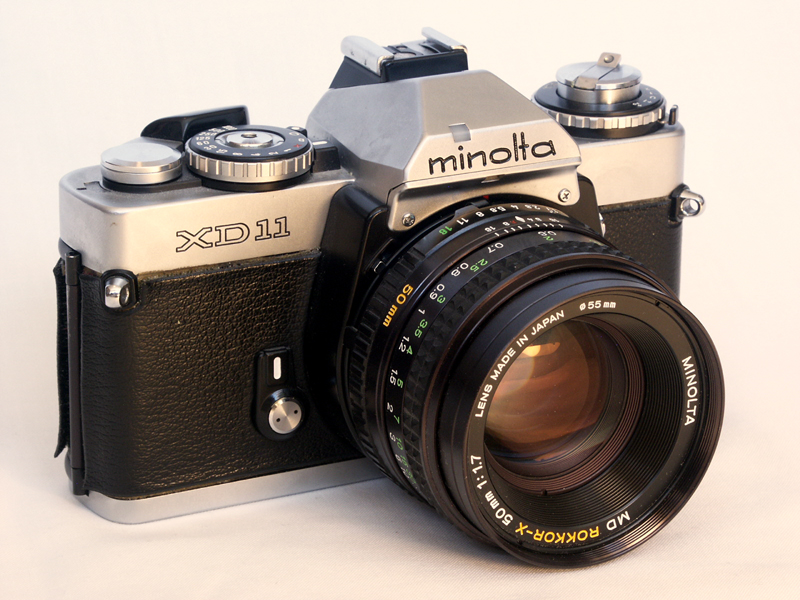
میتولتا XD-11
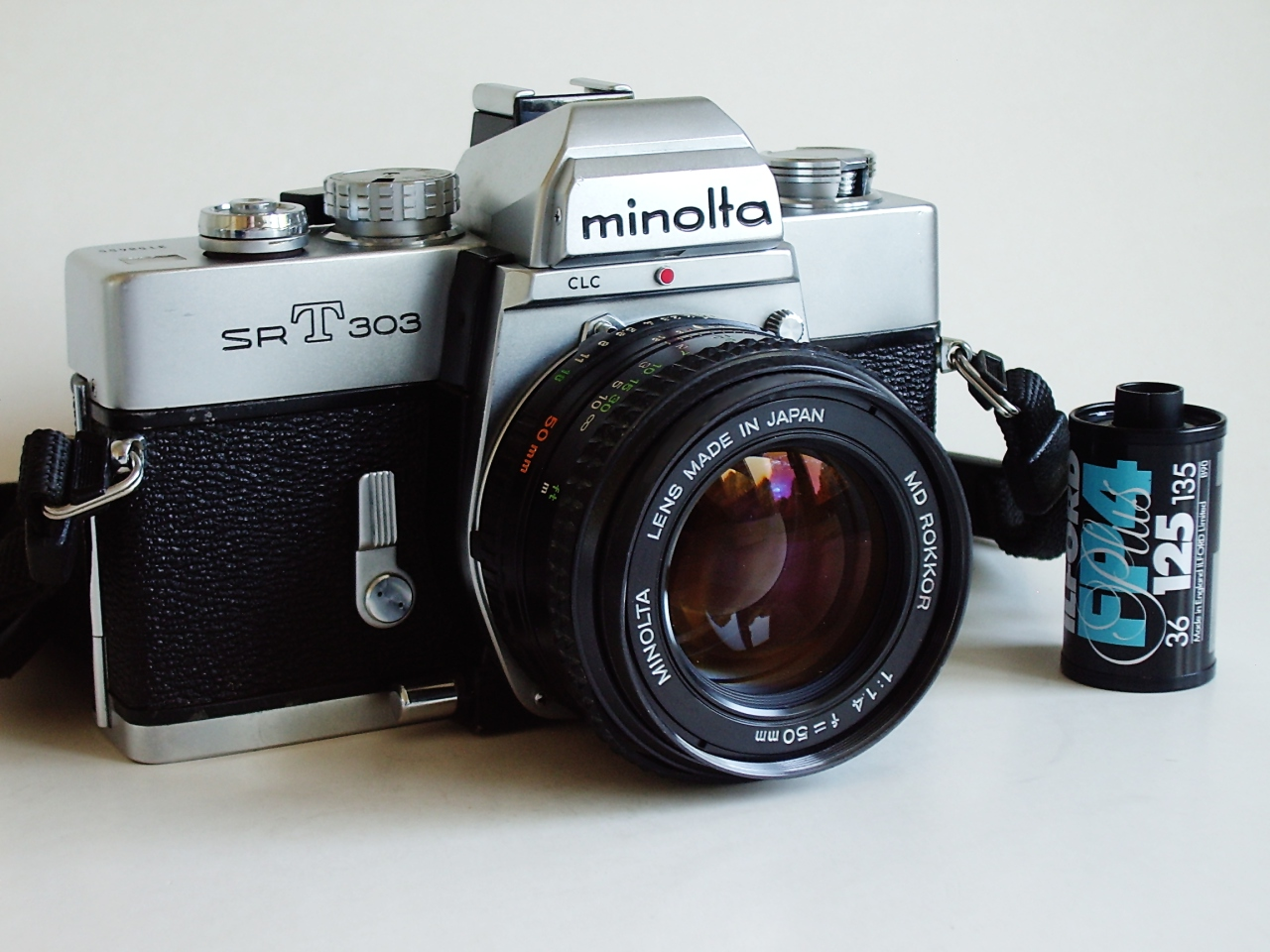
مینولتا SR-T303
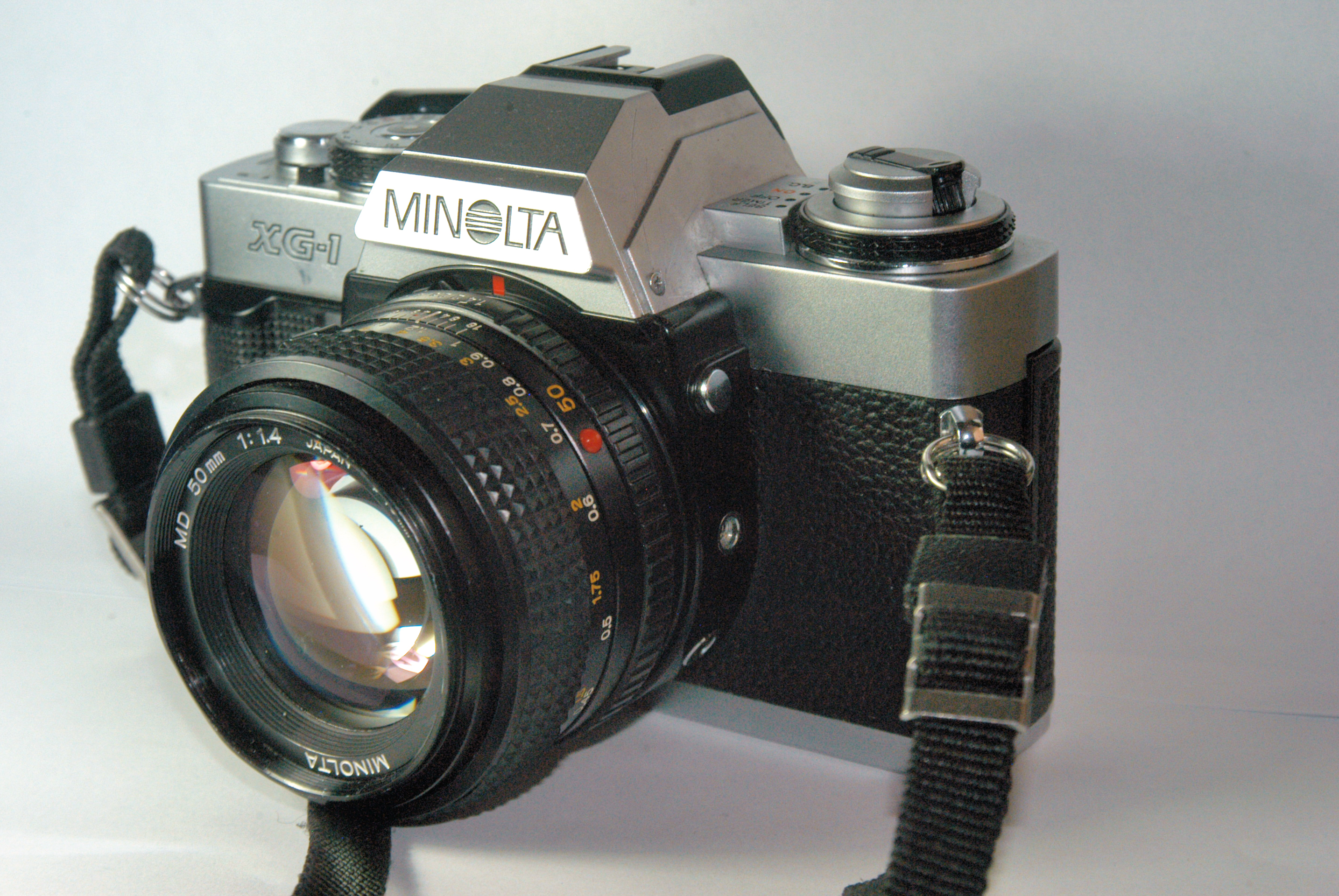
مینولتا XG-1
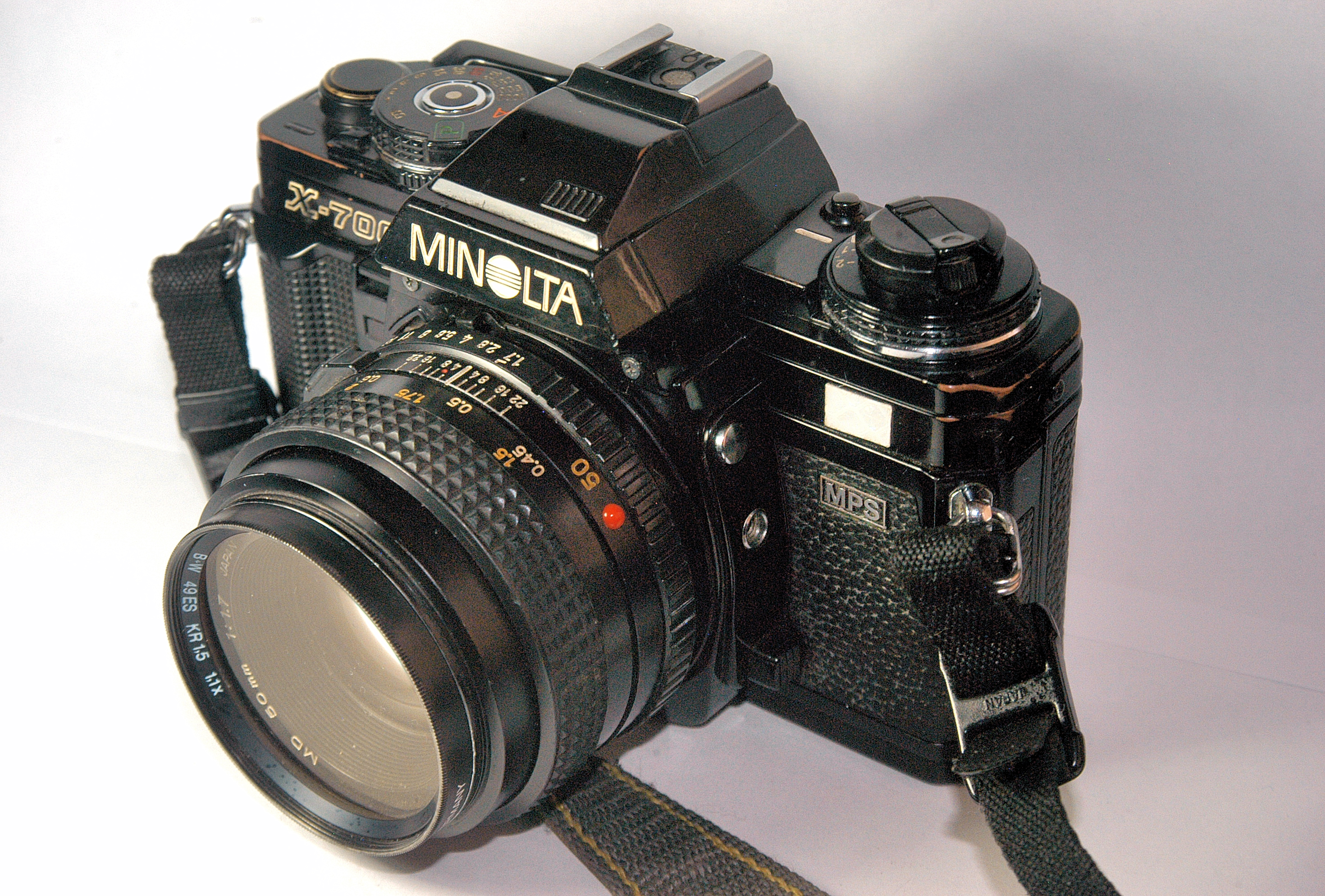
مینولتا X-700
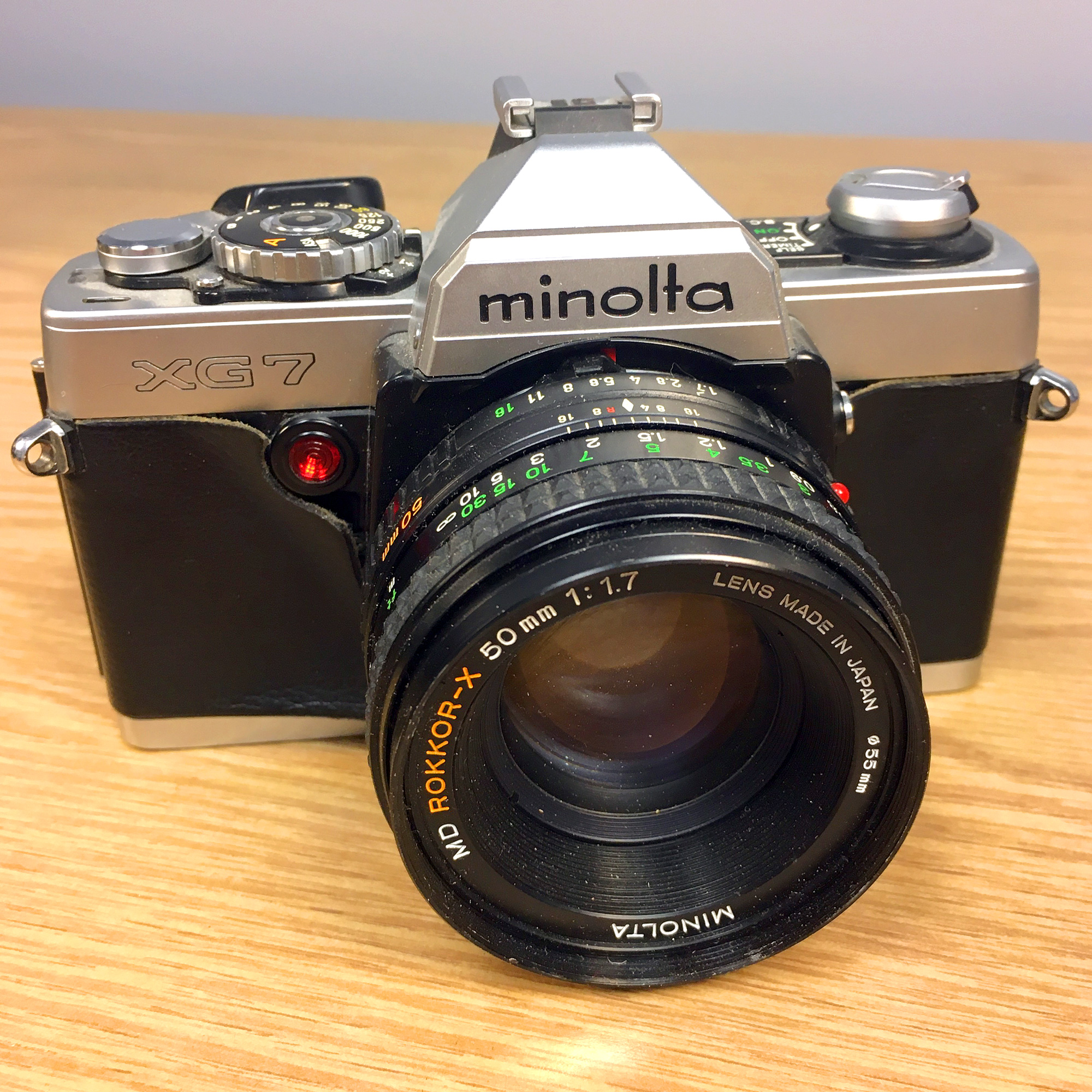
مینولتا XG-7